# Marta Etura Palenzuela
Marta Etura Palenzuela (Sant Sebastià, Guipúscoa, 5 de juliol de 1978) és una actriu basca.

## Biografia
Filla d'una decoradora i d'un empresari, ja des de petita va voler ser actriu i va estudiar dos anys de direcció i un de muntatge. Per començar aquests projectes es va traslladar a Madrid i es va matricular a l'Escola de Cristina Rota. Mentre estudiava va treballar de cambrera i va intervenir en alguns anuncis publicitaris. Tot just acabar els seus estudis, Joaquim Oristrell va comptar amb ella pel film Sin vergüenza, amb alguns dels últims actors de l'esmentada escola; entre ells, Marta Etura, que va interpretar Belén, una jove actriu que mantenia unes difícils relacions amb la seva mare. En aquest film, va mostrar la seva cara més combativa, més independent i amb més ràbia en el seu interior; una barreja de fragilitat i enteresa, vulnerabilitat i duresa.
Eduard Cortès va treure-li de nou aquest registre a La vida de nadie, on encarnava Rosana, una mainadera que s'enamorava del pare d'un amic dels fills que cuidava. La rudesa del personatge semblava empènyer Marta cap al perfil d'una noia d'uns vint anys enemistada amb el món, que només mirava per ella i que defensava des de l'agressivitat verbal i una gestualitat distant. Marta va aconseguir quedar candidata al Premi Goya a la millor actriu revelació.
Manuel Gutiérrez Aragón va trencar aquesta imatge i va extreure d'ella una interpretació més suau tant a El caballero Don Quijote (2002) com a La vida que te espera (2004). Entre l'una i l'altra va rodar el thriller 13 campanadas -que l'apartava momentàniament del drama-, ¡Hay motivo! -on va participar en el film col·lectiu que criticava l'Espanya del Partit Popular- i Frío sol de invierno, on es va posar a la pell de Mimo, la filla d'un ferroveller (José Manuel Cervino) que amargava la seva existència i que trobava l'amor en Gonzalo (Javier Pereira), el fill d'una prostituta que faria aflorar el seu costat més càlid. La Unión de actores la va recompensar amb una candidatura al premi a la millor actriu secundària.
L'any següent va estrenar Entre viure i somiar -en la que va compartir un personatge enamoriscat amb Carmen Maura- i Para que no me olvides, on va encarnar a Clara, la promesa d'un jove (David: Roger Coma) que coneixia la seva futura sogra (Irene: Emma Vilarasau). Aquí Etura patia per la mort del seu fill alhora que el rebuig d'Irene, i amb prou feines es consolava amb l'amistat de l'avi del mort (Mateo: Fernando Fernán Gómez i les seves trobades sexuals esporàdiques amb un company de feina (Antonio: Víctor Mosqueira); i que finalment obria un nou capítol en la seva vida en impedir que tirin a terra la casa on es va criar Mateo abans de l'esclat de la guerra, on va ser apartat de la seva família. Pel seu paper en aquesta última Marta va rebre una candidatura al Goya a la millor actriu secundària que venia a simbolitzar el pas entre la jove promesa del 2001 i l'actriu instal·lada en la indústria.
Entre l'estrena de la pel·lícula i la candidatura, Marta va rodar Azuloscurocasinegro i Remake, així com la sèrie de televisió Vientos de agua, protagonitzada per Ernesto Alterio i el seu pare, Héctor Alterio. En la primera va interpretar a Paula, una dona empresonada per error, que va avortar a la presó i que desitja quedar-se embarassada de nou de Jorge (Quim Gutiérrez), un porter llicenciat en empresarials per la UNED i que és germà d'un reclús anomenat Antonio (Antonio de la Torre Martín). El desig de superar la seva maternitat frustrada, de començar una vida de nou com llicenciada en filologia i treballadora social, feien de Paula una dona que portava esperança a la vida del jove, una mica de calidesa en un món on els somnis no es materialitzen. Segons l'actriu el que més li va atreure del projecte va ser que el seu personatge, «malgrat estar tancat, busca la llibertat de conèixer-se i de conèixer els seus desitjos reals, no els que li imposen ». Al final de l'any va obtenir una candidatura al Goya en la categoria principal i a la medalla que concedeix el Círculo de Escritores Cinematográficos.
En el teatre professional debuta el 2007 amb l'obra Despertares y celebraciones, que dirigeix la seva mestra Cristina Rota. El 2008 estrena el clàssic de William Shakespeare Hamlet, al costat de Juan Diego Botto, encarnant el paper d'Ofèlia.
El 14 de febrer de 2010 guanya el Goya a la millor actriu secundària pel seu treball a la pel·lícula Celda 211.
Des d'abril de 2011 és una de les dues vicepresidentes de l'Acadèmia de Cinema, presidida pel productor i distribuïdor Enrique González Macho.

## Filmografia

### Cinema
| - Sin vergüenza (2001) - El caballero Don Quijote (2002) - Trece campanadas (2002) - La vida de nadie (2002) - Mariposas de fuego (2003) Curtmetratge - La vida que te espera (2004) - ¡Hay motivo! (2004) - Sin vergüenza (2001) - Frío sol de invierno (2004) - Entre viure i somiar (2004) - Para que no me olvides (2005) - Remake (2005) - Azuloscurocasinegro (2006) | - Las Trece Rosas (2007) - Casual Day (2007) - Desierto sur (2007) - Siete minutos (2008) - Flors negres (2009) - Celda 211 (2009) - Eva (2011) - Mentre dorms (2011) - The Impossible (2012) - Els últims dies (2013) - Presentimientos (2013) - Sexo fácil, películas tristes (2014) |

### Televisió
- Raquel busca su sitio (2000)
- La vida de Rita (2003)
- Vientos de agua (2006)
- Águila Roja (2013)

## Obres de teatre
- Despertares y celebraciones (2007)
- Hamlet (2008)
- Antígona (2011)

## Premis i nominacions

### Premis
- 2010. Goya a la millor actriu secundària per Celda 211

### Nominacions
- 2003. Goya a la millor actriu revelació per La vida de nadie
- 2006. Goya a la millor actriu secundària per Para que no me olvides
- 2007. Goya a la millor actriu per Azuloscurocasinegro
- 2012. Premi Gaudí a la millor interpretació femenina principal per Mentre dorms.